# Санта Марија ле Гроте (Козенца)
Санта Марија ле Гроте је насеље у Италији у округу Козенца, региону Калабрија.
Према процени из 2011. у насељу је живело 534 становника. Насеље се налази на надморској висини од 381 м.